# توماس موران (مؤلف)
توماس موران (بالإنجليزية: Thomas Moran)‏ (17 يوليو 1957، بالتيمور في الولايات المتحدة)؛ روائي أمريكي.